# Quần đảo Crozet
Quần đảo Crozet (tiếng Pháp: Îles Crozet; hay tên chính thức là Archipel Crozet) là một quần đảo bán Nam Cực gồm các đảo nhỏ ở phía nam Ấn Độ Dương. Các đảo này tạo thành một trong năm huyện hành chính của các đảo Nam và Nam Cực thuộc Pháp.
Quần đảo này là nơi sinh sống của chim cánh cụt.

## Địa lý
Trừ các đảo nhỏ vệ tinh, có 6 hòn đảo (trong đó có 2 đảo thực sự là nhóm đảo), phần lớn là núi lửa. Từ đông sang tây:

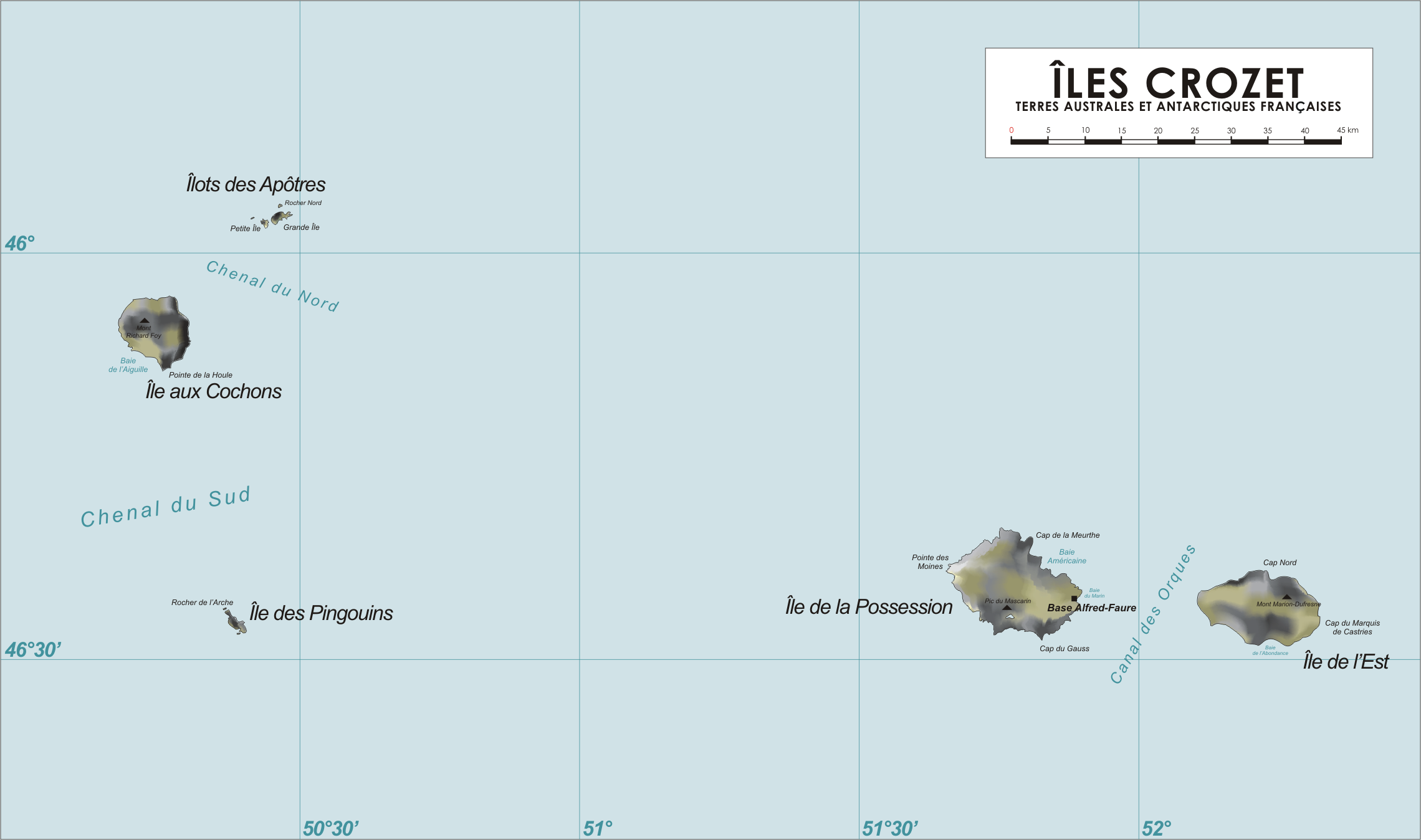
Bản đồ quần đảo Crozet

| STT.                    | Đảo hoặc nhóm đảo (tiếng Việt)         | Diện tích                   | Đỉnh cao nhất                             | Vị trí                              |
| ----------------------- | -------------------------------------- | --------------------------- | ----------------------------------------- | ----------------------------------- |
| L'Occidental (Nhóm Tây) |                                        |                             |                                           |                                     |
| 1                       | Île aux Cochons (Pig Island)           | 67 km2 (26 dặm vuông Anh)   | Mont Richard-Foy (770 m (2.526 ft))       | 46°06′N 50°14′Đ / 46,1°N 50,233°Đ   |
| 2                       | Île des Pingouins (Đảo chim cánh cụt)  | 3 km2 (1,2 dặm vuông Anh)   | Mont des Manchots (340 m (1.115 ft))      | 46°25′N 50°24′Đ / 46,417°N 50,4°Đ   |
| 3                       | Îlots des Apôtres (các đảo Apostle)(1) | 2 km2 (0,8 dặm vuông Anh)   | Mont Pierre (289 m (948 ft))              | 45°57′N 50°25′Đ / 45,95°N 50,417°Đ  |
| L'Oriental (Nhóm Đông)  |                                        |                             |                                           |                                     |
| 4                       | Île de la Possession (Đảo Sở hữu)      | 150 km2 (58 dặm vuông Anh)  | Pic du Mascarin (934 m (3.064 ft))        | 46°24′N 51°46′Đ / 46,4°N 51,767°Đ   |
| 5                       | Île de l'Est (Đảo Đông)                | 130 km2 (50 dặm vuông Anh)  | Mont Marion-Dufresne (1.050 m (3.445 ft)) | 46°25′N 52°12′Đ / 46,417°N 52,2°Đ   |
|                         | Îles Crozet (Quần đảo Crozet)          | 352 km2 (136 dặm vuông Anh) | Mont Marion-Dufresne (1.050 m (3.445 ft)) | 45°57' to 46°29'S 50°10' to 52°19'E |